# Pala (Pala)
Pala – wieś w Estonii, w prowincji Jõgeva, w gminie Pala.